# Oberthal (Zwitserland)
Oberthal is een gemeente en plaats in het Zwitserse kanton Bern, en maakt deel uit van het district Bern-Mittelland.
Oberthal telt 751 inwoners.